# تترای نئون
تترای نئون (نام علمی: Paracheirodon innesi) یکی از زیباترین ماهی‌های خانواده کاراسین‌ها می‌باشد و افراد زیادی به علاقه از نگهداری این ماهی به صورت تعداد زیاد یا نگاهداشتن آن‌ها با ماهیان آرام و صلحجو در آکواریوم و همچنین آکواریوم مخصوص نگهداری و پرورش گیاهان دارند که گله این ماهیان در رنگ‌های آبی-قرمز و سیاه و حتی سبز و… جلوه خاصی به فضای آکواریوم القا می‌کند.
این ماهیان بومی بلک واتر، شرق پرو، شرق کلمبیا و غرب برزیل است.
دمای مناسب برای این ماهیان بین ۲۱ تا ۲۷ درجه سانتیگراد می‌باشد.
طول آن تا اندازه ۴ cm می‌تواند برسد. PH آب مورد نیاز در حدوده ۶ _ ۷٫۵ می‌باشد. بومی آمریکای جنوبی است. می‌توانید این ماهی را با غذاهای خشک و کرم خونی و آرتیمنای زنده به‌خوبی تغذیه نمایید. طول دوره زندگی این ماهی‌ها ۵الی۱۰ سال می‌باشد.

## تکثیر
برای تکثیر ماهی تترای نئون، آب بایستی خیلی نرم بوده و بیشتر از ۳ درجه آلمانی سختی نداشته باشد (کمتر از ۵۰ قسمت در میلیون بیکربنات کلسیم). پی اچ آن بایستی ۶/۵ و گرمای آن ۲۳ تا ۲۴ درجه سانتیگراد باشد.
قبل از تکثیر بایستی به ازاء هر ۲ لیتر آب، یک قاشق چای خوری نمک به آب اضافه شود. تهویه بایستی به آرامی صورت گیرد و همواره آکواریوم بایستی تمیز باشد. وقتی ماهی ماده شکمی ورم کرده پیدا کرد، بایستی آن را با یک نرم در آکواریوم آماده شده برای تخمریزی نگه داشت.
اگر فرایند تخمریزی در عرض ۲ روز انجام نشود حاکی از عدم آماده بودن ماهی ماده برای تخمریزی است و باید آن را تا چند روز دیگر به شرایط آماده‌سازی برگرداند و خوب به آن غذای زنده خشک منجمد شده‌است.